# Matthäus-Kirche (Hildesheim)

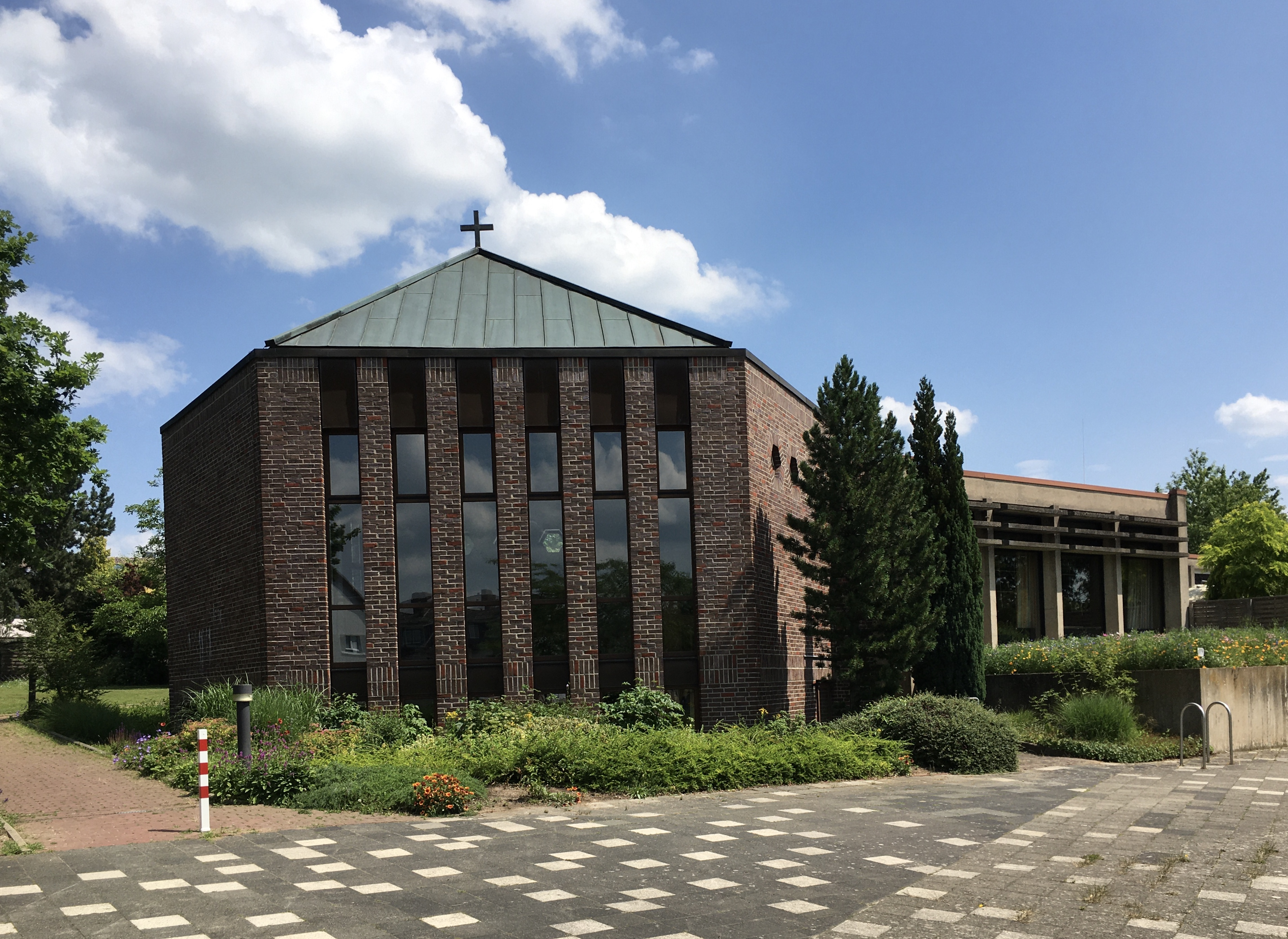
Matthäus-Kirche in Hildesheim

Die evangelisch-lutherische Matthäus-Kirche ist ein Kirchenbau der Moderne im Ortsteil Marienburger Höhe der niedersächsischen Großstadt Hildesheim.

## Geschichte
Die Hildesheimer Timotheusgemeinde erwarb 1964 im Südosten Hildesheims, der im Laufe des 20. Jahrhunderts stark durch Neubaugebiete erweitert wurde, ein Grundstück, auf dem 1970 zunächst ein Gemeindehaus nach Plänen des Hannoveraner Architekten Dieter Oesterlen errichtet wurde. Die Matthäusgemeinde wurde schließlich 1971 gegründet und übernahm das Gemeindehaus von der Muttergemeinde St. Timotheus. Erst 1987 wurde das Gemeindehaus um ein eigenes Kirchengebäude erweitert. Der ursprüngliche Entwurf stammt ebenfalls vom Architekten des Gemeindehauses. Eine Bearbeitung des Entwurfs und die Ausführung des Baus wurde von den Hildesheimern Jürgen Hamann und Dieter Hoerschelmann übernommen.

## Architektur
Die Matthäuskirche ist ein Zentralbau mit sechseckigem Grundriss und wird von einem Zeltdach mit bekrönendem Kreuz abgeschlossen. In der West- und Nordostwand befinden sich vertikale Fensterbänder. Der Innenraum wird von einer spitz zulaufenden Holzdecke gekrönt.

## Kirchliche Organisation
Die Kirchengemeinde der Matthäus-Kirche im Kirchenkreis Hildesheim-Sarstedt konzentriert sich auf den Hildesheimer Stadtteil Marienburger Höhe. Ein Teil der Kirchengemeinde Lechstedt wurde 1984 zur Matthäus-Gemeinde umgepfarrt, wodurch sich die Gemeinde deutlich vergrößerte. Die Matthäusgemeinde schloss sich zum 1. Januar 2012 mit der Paul-Gerhardt-Gemeinde  und der Katharina-von-Bora-Gemeinde zum Kirchengemeindeverband Hildesheim-Ost zusammen.